# Referendo sobre a independência da Nova Caledônia em 2020
O referendo sobre a independência da Nova Caledônia (português brasileiro) ou Nova Caledónia (português europeu) (oficialmente em francês: Référendum de 2020 sur l'indépendance de la Nouvelle-Calédonie) foi um referendo de independência realizado na Nova Caledônia em 4 de outubro de 2020. A independência foi rejeitada, com 53,26% dos eleitores escolhendo contra tal mudança. A participação foi de 85,69% da população.
Segundo o Acordo de Numeá de 1998, a população da Nova Caledônia teria permissão para até três referendos sobre a independência do território; o primeiro ocorreu em 2018, este de 2020 foi o segundo, e outro está programado para ocorrer em 2022. Os referendos anteriores não resultaram em independência, mas um terço dos membros do Congresso da Nova Caledônia votou para a realização de uma novo referendo. No referendo realizado em novembro de 2018, 56.4% dos eleitores rejeitaram a independência, enquanto 43,6% foram a favor da mesma.

## Pergunta
A pergunta para o referendo foi "Quer que a Nova Caledônia atinja a soberania plena e se torne independente?" (no original, Voulez-vous que la Nouvelle-Calédonie accède à la pleine souveraineté et devienne indépendante?).

## Resultados
Os resultados oficiais de 284 estações de voto do processo participativo foram os seguintes:
| Inscritos | Sim    | Não    | Total   | Votos válidos | Brancos e nulos |
| 180 799   | 71 533 | 81 503 | 154 918 | 153 036       | 1 882           |

| Votos «Sim» (46,74 %) |  |  | Votos «Não» (53,26 %) |
| ▲                     |  |  |                       |
| Maioria absoluta      |  |  |                       |

## Consequências
Com o aumento da participação, o escrutínio viu a vitória dos militantes não independentes que, embora em declínio, reuniram pouco mais de 53% dos eleitores. O andamento do voto de independência garante o recurso à possibilidade de convocar um terceiro e último referendo em 2022.